# 遼河平原

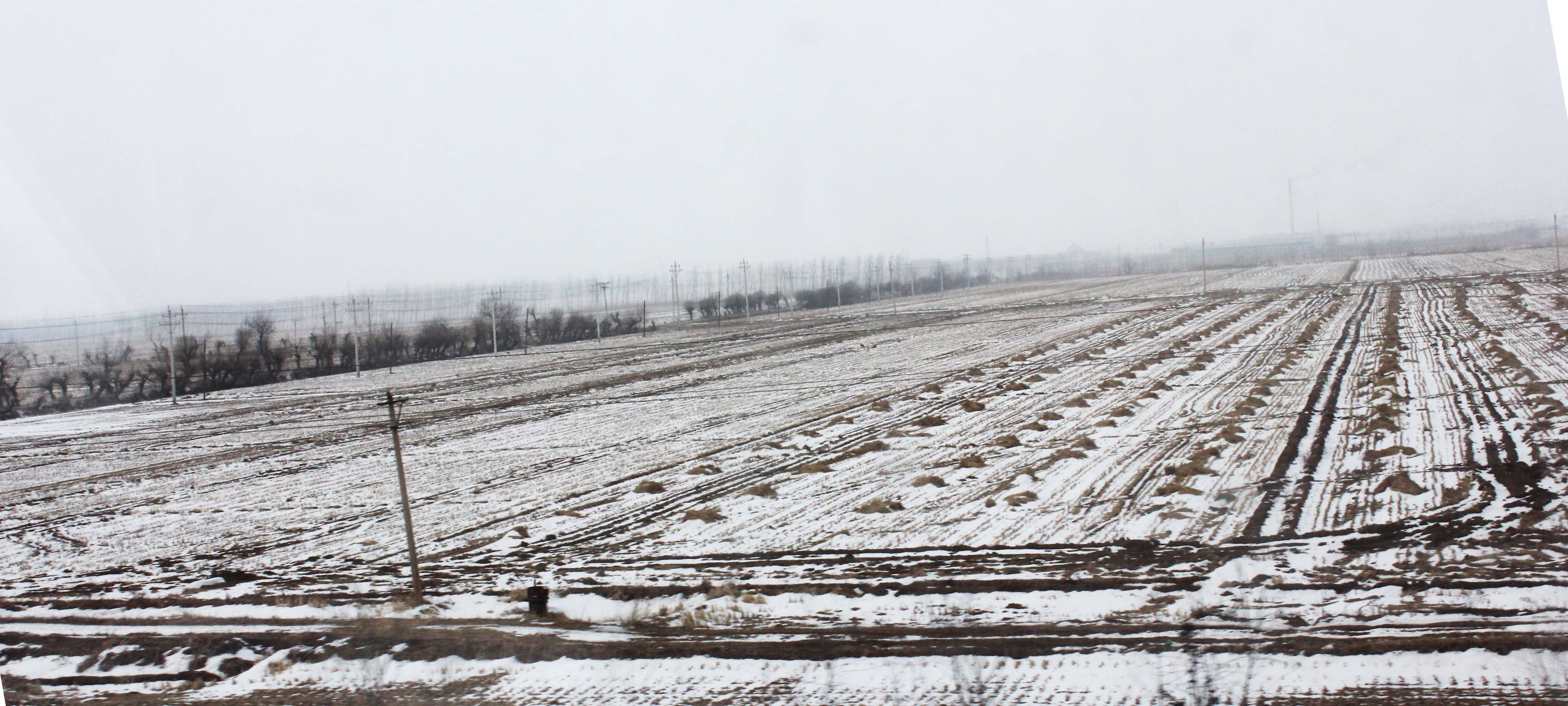
遼河平原

遼河平原（りょうがへいげん）とは、中華人民共和国遼寧省にある東北平原の一部。遼寧省の東西にある丘陵部に挟まれた遼河およびその沖積平野に位置し、南は遼東湾に至っている。
川沿いと言うこともあり、地形は平坦で、海抜は50メートル以下の部分が多い。特に遼河の河口附近では海抜が10メートルに満たない地域も多い。遼河の流れは急であり、堆積物も多い。また、上流域では沼地が多くなっている。
また、北に位置する松嫩平原と合わせて松遼平原と呼ばれる事もあり、東北平原の大部分を占めている。